# Октябрський (Слободський район)
Октя́брський (рос. Октябрьский) — селище у складі Слободського району Кіровської області, Росія. Адміністративний центр та єдиний населений пункт Октябрського сільського поселення.

## Населення
Населення становить 1147 осіб (2017; 1166 у 2016, 1154 у 2015, 1125 у 2014, 1097 у 2013, 1075 у 2012, 1005 у 2010, 1201 у 2002).
Національний склад станом на 2002 рік — росіяни 87 %.

## Історія
Селище було засноване 1954 року у зв'язку з будівництвом тут Прокоп'євського торфопідприємства.